# Fontanna Trytona w Valletcie
Fontanna Trytona (malt. Il-Funtana tat-Tritoni, ang. Triton Fountain) – fontanna ulokowana po zewnętrznej stronie City Gate w Valletcie na Malcie. Składa się z brązowych figur trzech trytonów trzymających ponad głowami misę, stojących na okrągłej podstawie, zrobionej z betonu pokrytego płytkami z trawertynu. Fontanna jest jednym z najważniejszych obiektów modernistycznych w Valletcie i jednym ze znaków szczególnych tego miasta.
Zaprojektowana przez rzeźbiarza Vincenta Apapa oraz projektanta Victora Anastasiego, fontanna została uruchomiona 16 maja 1959 roku. W roku 1978 została uszkodzona, kiedy misa, trzymana przez trytony, spadła. Prace naprawcze, podjęte w roku 1986, nie przywróciły kompozycji do oryginalnego projektu. Stan fontanny pogarszał się przez następne dziesięciolecia, aż w roku 2017 została rozmontowana i wysłana do odnowienia. W styczniu 2018 roku odrestaurowana fontanna została uroczyście zainaugurowana.

## Projekt

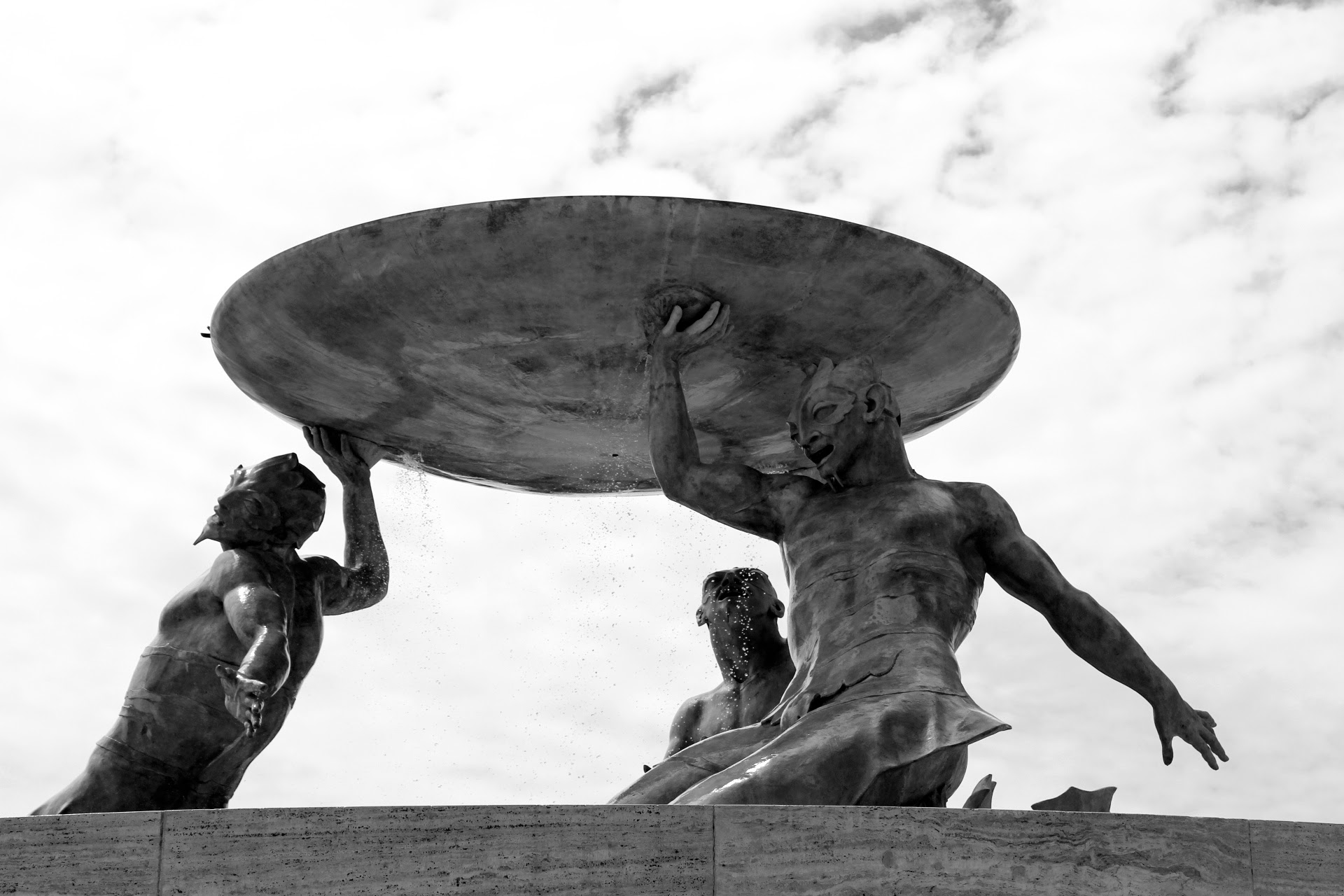
Trytony z bliska

Fontanna składa się z trzech brązowych figur mitologicznych trytonów, trzymających w górze misę. Dwóch trytonów siedzi, natomiast trzeci klęczy, balansując na podstawie z wodorostów. Jedyny kierunek, z którego można zobaczyć ich twarze to City Gate. Ich postawa daje poczucie siły i ruchu spiralnego, które przyczyniają się do monumentalności fontanny. Dysze wody zaprojektowano tak, aby przekazać poczucie ruchu. Figury trytonów przedstawiają łączność Malty z morzem, ich wygląd był inspirowany rzymską Fontana delle Tartarughe. Po uszkodzeniu misy fontanny w latach 80. XX wieku, dodano brązowy filar z motywami lecących mew, aby podtrzymać jej ciężar. W trakcie renowacji w 2017 roku został on usunięty jako nieoryginalny element.

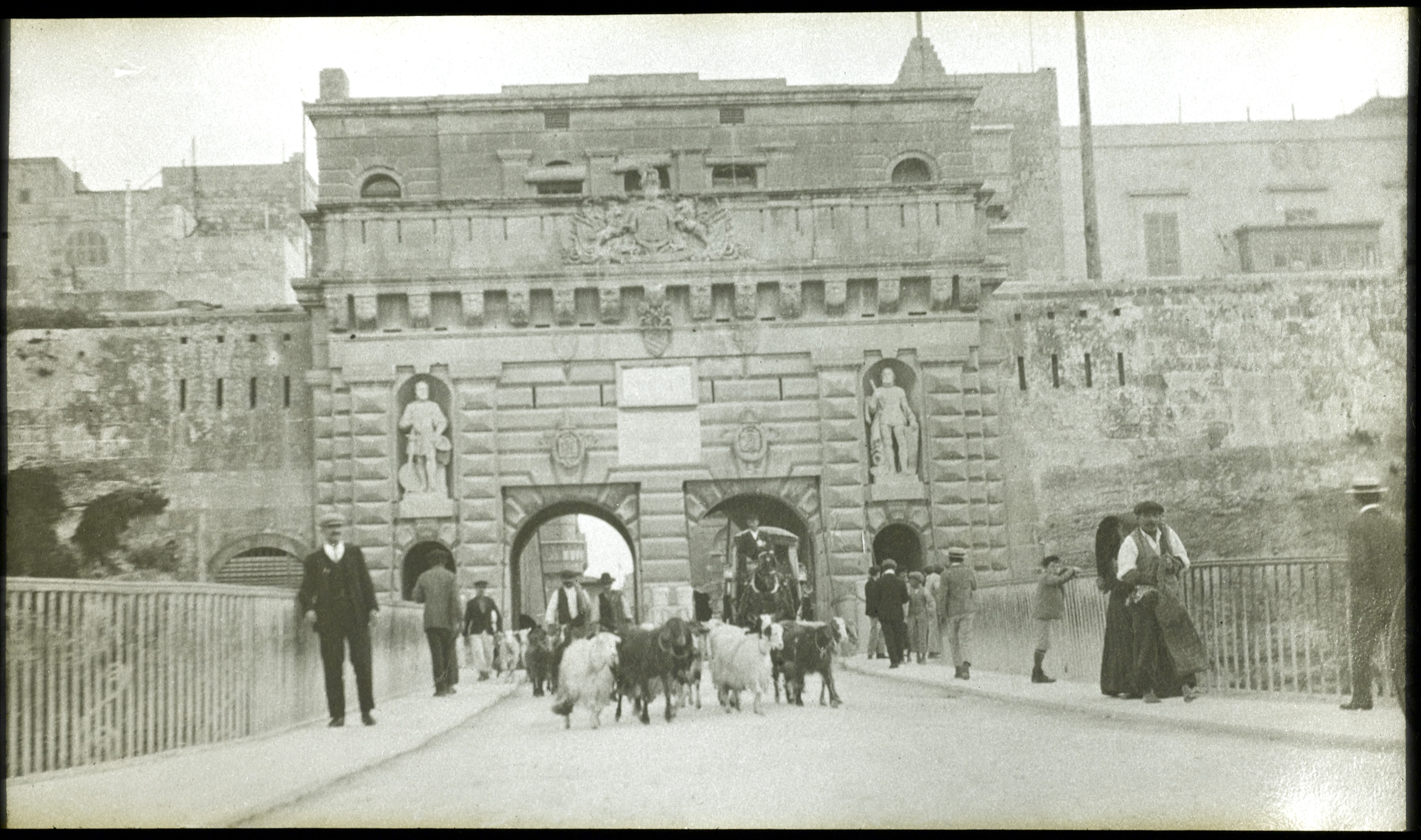
Fontanna została zaprojektowana tak, aby współgrała z Kingsgate (fotografia z lat 1900.), zburzoną w roku 1964

Podstawa fontanny została oryginalnie zaprojektowana na planie czterodzielnym, inspirowanym przez rzymską Fontana delle Naiadi, lecz później została zmieniona na plan koncentryczny trzydzielny. Zbudowana jest ze wzmocnionego betonu i składa się z czterech okrągłych niecek z wodą. Strona zewnętrzna wyłożona jest płytami z trawertynu o łącznej wadze 730 ton, pochodzącymi z Rzymu. Zewnętrzne płyty dekorowane są reliefami przedstawiającymi listowie.
Pod strukturą fontanny jest ciąg przejść i pomieszczeń, pozwalających na jej konserwację i kontrolę oraz przyłącza fontanny do wody i elektryczności. Te podziemne pasaże oraz pomieszczenie pomp zajmują powierzchnię ponad 140 m², można do nich wejść przez właz, znajdujący się na chodniku niedaleko fontanny.
Fontanna została zaprojektowana tak, aby uniknąć kontrastu z pobliskimi bastionami, a także aby współgrać z wiktoriańską Kingsgate. Brama została jednak zburzona pięć lat po zainstalowaniu fontanny.

## Tło historyczne i budowa

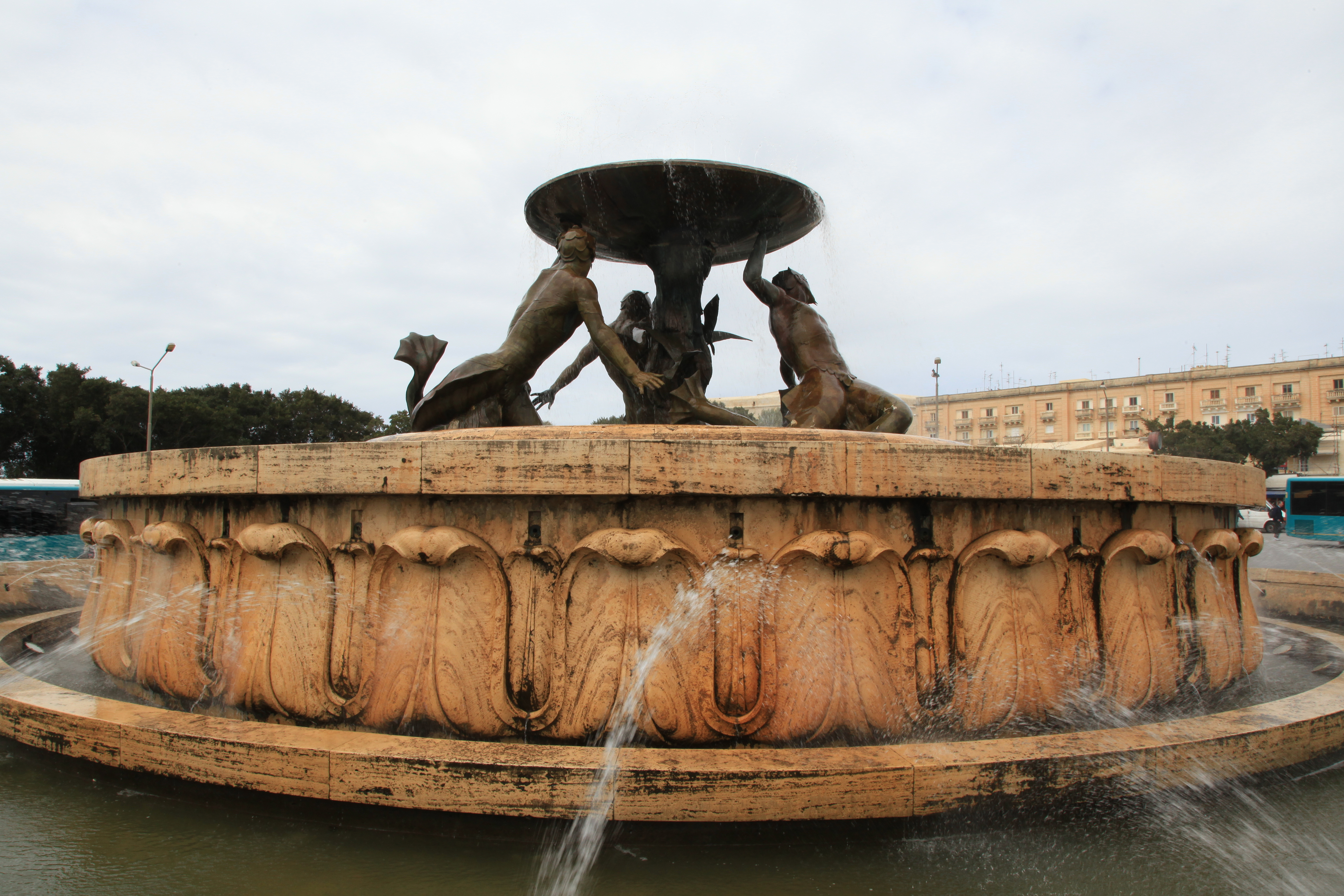
Widok fontanny pokazujący reliefy na trawertynowej podstawie

Miejsce fontanny było wcześniej zajmowane przez St. Madeleine’s Lunette, XVII-wieczną lunetę osłaniającą wejście do Valletty. Została ona rozebrana w XIX wieku, a jej fosę zasypano gruzem, chociaż niektóre ściany fortyfikacji mogły przetrwać poniżej aktualnego poziomu ulic. Teren był następnie używany jako dworzec autobusowy, a w styczniu 1953 roku Ministerstwo Prac Publicznych i Odbudowy (Ministry for Public Works and Reconstruction) ogłosiło konkurs na projekt fontanny na tym pustym placu. Konkurs był otwarty dla każdego, oprócz ludzi pracujących w Public Works Department, a pierwszą nagrodą było 100 funtów.
Zwycięski projekt, zatytułowany „Triton”, zgłoszony został przez rzeźbiarza Vincenta Apapa. Opracował go we współpracy z rysownikiem i projektantem Victorem Anastasim. Apap pracował nad rzeźbą trzech trytonów w stiuku w byłej dovecote w Palazzo Parisio, udostępnionym mu przez jego przyjaciela, markiza Joe Sciclunę. W międzyczasie Anastasi zajmował się technicznymi i architektonicznymi elementami fontanny, w tym systemami hydraulicznymi oraz kosztami i kredytami na materiały.
Prace nad fundamentami fontanny rozpoczęły się w czerwcu 1955 roku, wykonawcą był Carmelo Grech. Budowa podstawy została zakończona w połowie roku 1958. Figury trytonów wykonano w brązie w odlewni Lagana w Neapolu, zaś w roku 1959 zostały umieszczone na miejscu. Całość kosztowała około 80 000 funtów. Fontanna została włączona po raz pierwszy 16 maja 1959 roku, lecz nie było nigdy oficjalnej uroczystości inauguracyjnej, a to z powodu niełatwej w tym czasie sytuacji politycznej (rząd Malty właśnie podał się do dymisji i wyspa była pod bezpośrednim zarządem kolonialnym).

## Uszkodzenie i naprawa

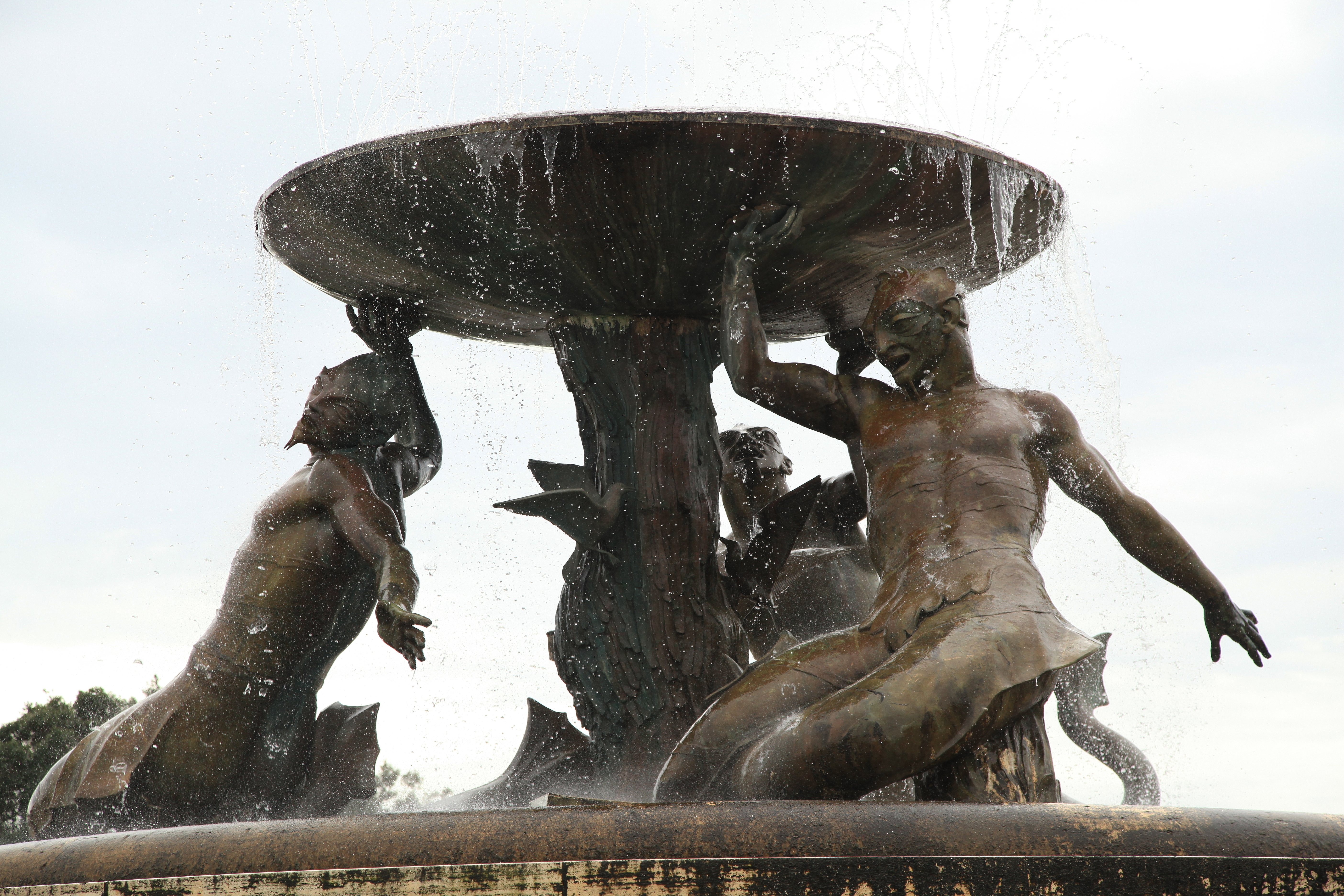
Widok fontanny z centralnie umieszczonym filarem, dodanym w roku 1986

Przez dziesięciolecia po uruchomieniu, fontanna była znanym punktem orientacyjnym z racji swojej lokalizacji na głównym dworcu autobusowym Malty. Wykorzystywano ją w wielu wydarzeniach, w tym w narodowych obchodach Dnia Republiki, kiedy była pokazywana w telewizyjnym programie Mill-Maltin għall-Maltin. Na szczytowej misie fontanny zbudowano platformę, na której odbywały się pokazy i koncerty, a także tak „ekstremalne” wyczyny, jak wjazd motocyklem na platformę po specjalnie skonstruowanej rampie. Te działania bardzo mocno osłabiły strukturę i razem z naturalnym pogarszaniem się stanu konstrukcji, spowodowały, że wewnętrzny zbiornik basenu nie ograniczał przepływu wody, której część pozostawała w górnej misie, emitując nadmierny nacisk na podtrzymujące ją brązowe figury. 1 marca 1978 roku ramię jednego z trytonów złamało się i misa spadła, powodując znaczne uszkodzenia dwóch figur.
W roku 1986 uszkodzone części zostały naprawione w Malta Drydocks; dodany też został centralny filar, wspierający ciężar misy. Woda nie przepływała więcej przez ramiona trytonów, lecz przez rurę w filarze. Uruchomienie naprawionej fontanny nastąpiło 1 maja 1987 roku, a koszt naprawy wyniósł około 10 000 Lm. Centralny filar został zaprojektowany osobiście przez Vincenta Apapa (generalnie przeciwnego tym pracom naprawczym) i odlany w brązie w Weronie. Ta interwencja w całość konstrukcji nazwana została „nieartystyczną” (inartistic) i była szeroko krytykowana jako burząca oryginalną harmonię fontanny.
W późnych latach 90. XX wieku systemy wodne i elektryczne fontanny zostały odnowione przez Malta Desalination Services i Water Works Division.
Z biegiem czasu nastąpiło dalsze osłabienie się stanu rzeźby, w tym korozja i pęknięcia na figurach. W roku 2017 minister Joe Mizzi oświadczył, że stan brązowych rzeźb pogorszył się do tego stopnia, że te „mogą być stracone” jeśli nie zostaną odrestaurowane. Trawertynowe płyty na podstawie fontanny również uległy znacznym uszkodzeniom oraz zabrudzeniu na przestrzeni lat.

## Plany przeniesienia

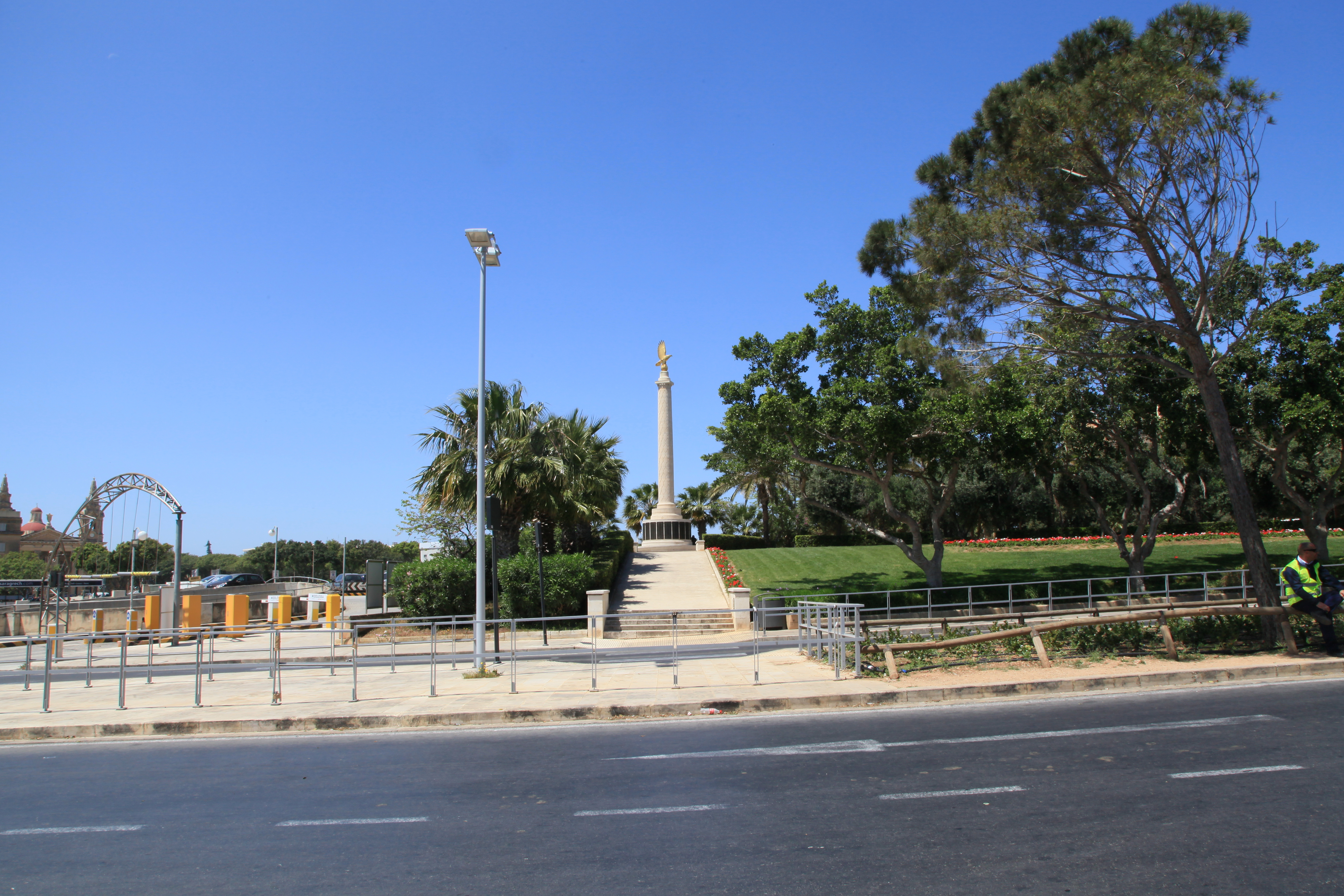
Ogród w pobliżu Malta Memorial, gdzie zgodnie z planami z 2011 roku Fontanna Trytona miała zostać przeniesiona

W roku 2011 Renzo Piano rozpoczął prace nad projektem przeobrażenia wejścia do Valletty. Projekt ten obejmował przebudowę City Gate oraz pobliskiego terenu. Piano zalecał przeniesienie Fontanny Trytona z jej lokalizacji bezpośrednio przed bramą miasta na pobliski teren. Propozycja ta została ogłoszona przez Ministerstwo Infrastruktury, Transportu i Komunikacji w kwietniu 2011 roku. W zamyśle autora miało to stworzyć otwarty teren i odnowić „architektoniczny i historyczny kontekst wejścia do ufortyfikowanego miasta”. Dojście do City Gate byłoby osłonięte drzewami i dostępne jedynie dla pieszych, a fontanna miała zostać odnowiona i przesunięta do ogrodu naprzeciw hotelu Phoenicia, w pobliżu Malta Memorial i parkingu samochodowego MCP. To przeniosłoby lokalizację fontanny z granic Valletty w granice Floriany.
Propozycja przeniesienia okazała się jednak kontrowersyjna – chociaż niektórzy przyjęli ją z aprobatą, większość mieszkańców była przeciwna przenosinom znanego punktu orientacyjnego. Oponenci stwierdzali, że fontanna ma podziemny system pasaży i niemożliwe jest przeniesienie jej bez zburzenia go i odbudowania na nowym miejscu, przez co fontanna może przestać działać po przeniesieniu. Obawiano się również, że figury mogą zostać zniszczone w trakcie przenosin. W grudniu 2011 roku minister Austin Gatt ogłosił, że fontanna pozostanie na miejscu, a po odnowieniu będzie służyć jako główny element przeobrażonego wejścia do Valletty.
8 maja 2012 roku fontanna została zaliczona przez Malta Environment and Planning Authority do budowli klasy 1, jako jedna z „XX-wiecznych modernistycznych budowli i pomników w Valletcie i Florianie”. 28 grudnia tego samego roku została wpisana na listę National Inventory of the Cultural Property of the Maltese Islands pod numerem 1143.

## Odnowienie

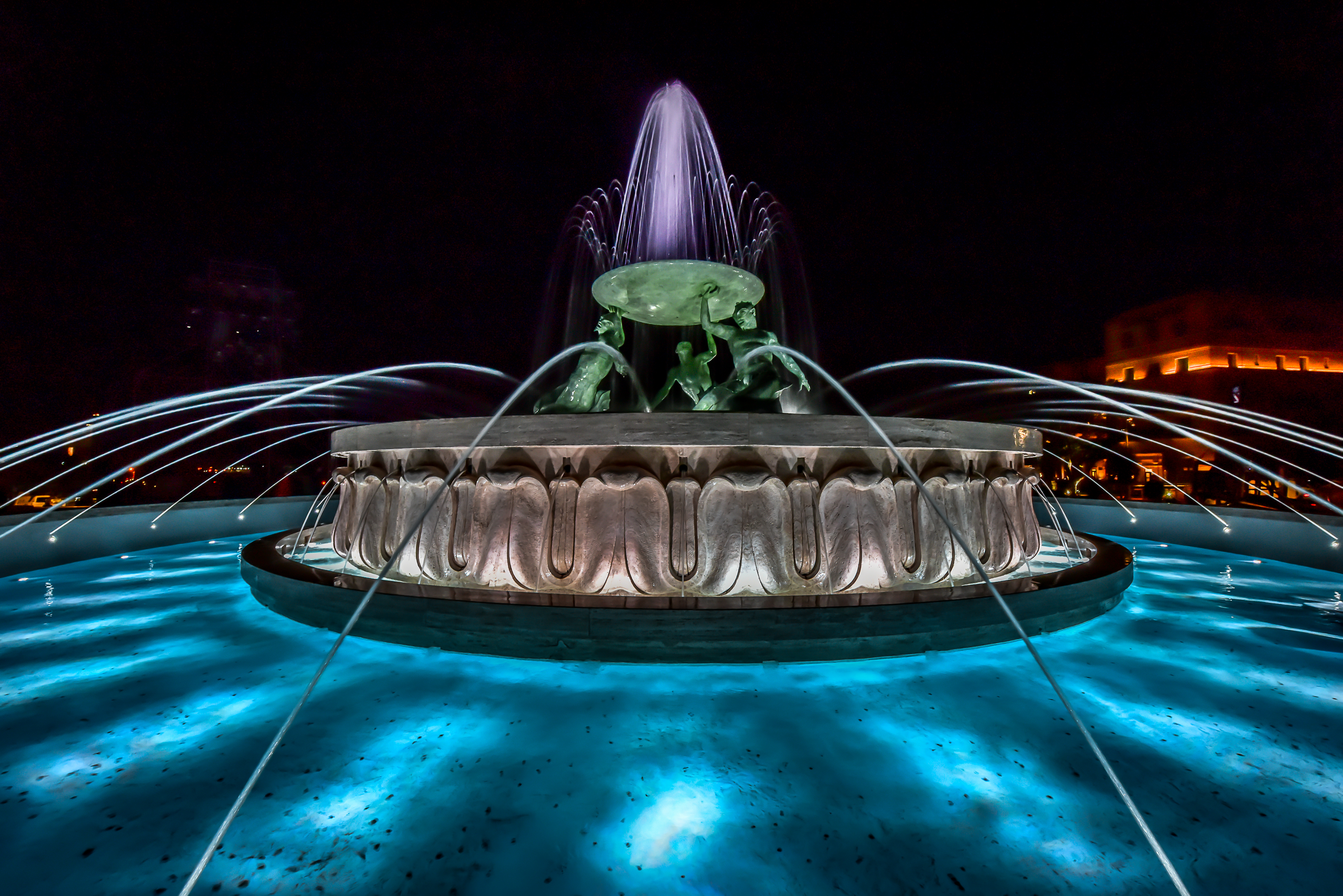
Fontanna Trytona po renowacji

Plany odnowienia fontanny podjęte zostały po raz pierwszy podczas propozycji jej relokacji w roku 2011. Po ogłoszeniu, że pozostanie na swoim miejscu uznano, że 2 miliony euro mogą zostać przeznaczone na jej odrestaurowanie oraz usunięcie elementów dodanych w latach 80. poprzedniego wieku. W styczniu 2015 roku Ministerstwo Transportu i Infrastruktury ogłosiło, że odnowa rozpocznie się w tym roku i zostanie zakończona przed rokiem 2017, zaś jej koszt wyniesie 500 000 euro. Jednak początkowo nic się nie działo, Ministerstwo jedynie rozpoczęło proces odnawiania obiektu w październiku 2015 roku. Miesiąc później wydane zostało przedprzetargowe ogłoszenie dla potencjalnych zainteresowanych odrestaurowaniem fontanny. W ciągu roku 2016 rząd próbował znaleźć odpowiedniego wykonawcę aż w końcu 12 stycznia 2017 roku Ministerstwo podpisało kontrakt z Sea Fountain One na doprowadzenie fontanny do jej oryginalnego stanu przed końcem tego roku. W lutym 2017 doniesiono, że prace prowadzone są pod przewodnictwem Kennetha Cauchi i będą kosztować około 4 miliony euro, ponieważ uszkodzenia były poważniejsze niż przypuszczano.

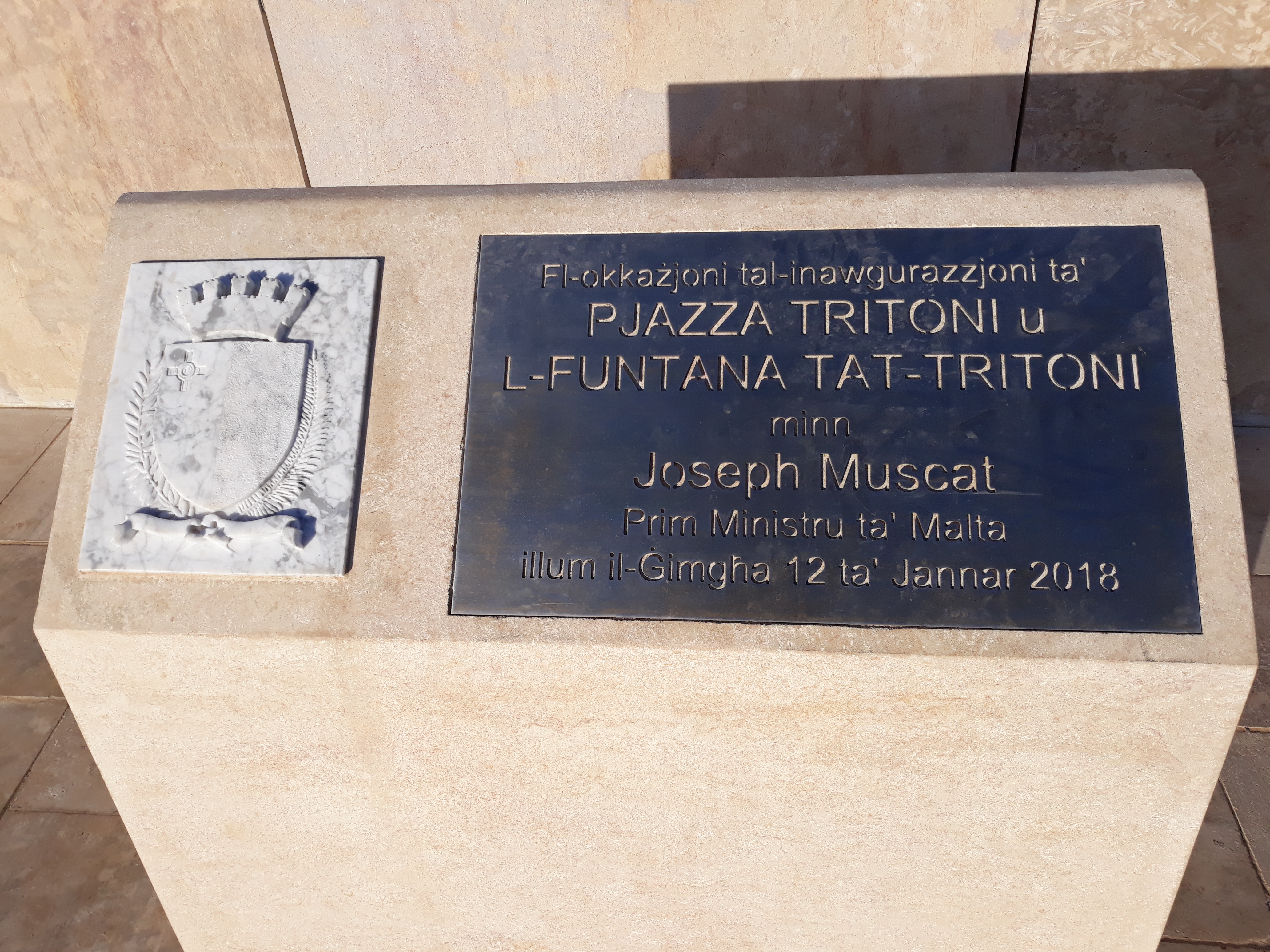
Tablica upamiętniająca inaugurację odnowionej fontanny

4 lutego 2017 roku rozpoczęto rozbieranie brązowych figur trytonów, które zostały później wysłane do Florencji w celu odnowienia. Beton użyty do wypełnienia brązowych figur został usunięty i rozpoczęto naprawianie pęknięć. Zbudowana została stalowa konstrukcja wewnątrz figur, która podtrzymywać miała ciężar misy. Każda rzeźba pokryta została w celu ochrony woskiem mikrokrystalicznym oraz pomalowana na kolor niebieskiego azurytu – ich oryginalnego koloru z roku 1959. Masywna podstawa fontanny, w tym płyty trawertynowe, została odrestaurowana. Wykonała te prace „De Feo Restauri of Rome” – wyspecjalizowana firma zajmującą się renowacją zabytków. Zbudowano nową maszynownię, która została połączona z nową pompownią przez tunel.
Przywrócona do świetności fontanna została oficjalnie zainaugurowana 12 stycznia 2018 r. przez premiera Josepha Muscata. Prace zostały zakończone tydzień przed objęciem przez Vallettę pozycji Europejskiej Stolicy Kultury 2018. Koszt odbudowy fontanny wyniósł 4,5 mln €.

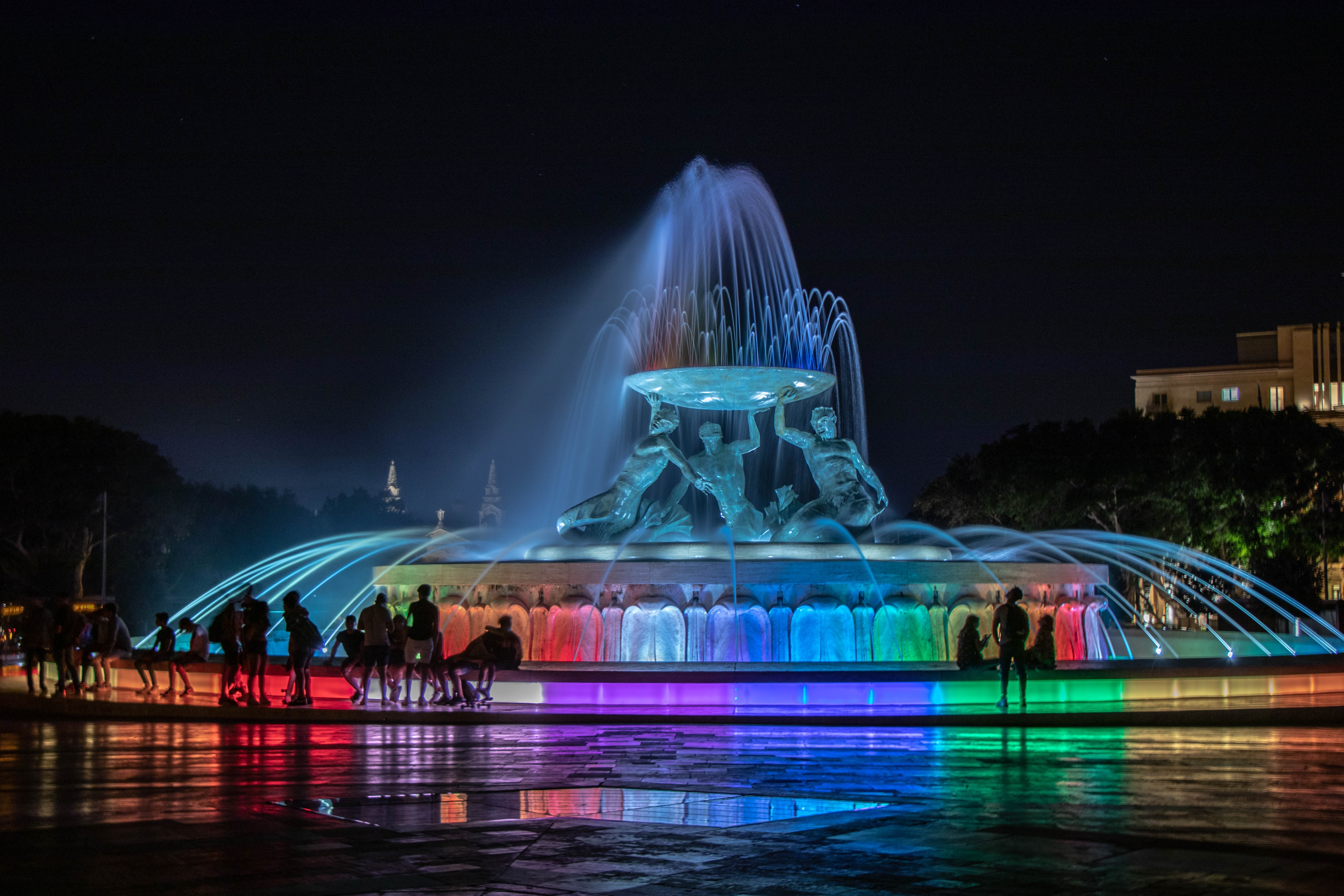
Fontanna oświetlona w kolorach tęczy podczas Miesiąca Dumy we wrześniu 2020

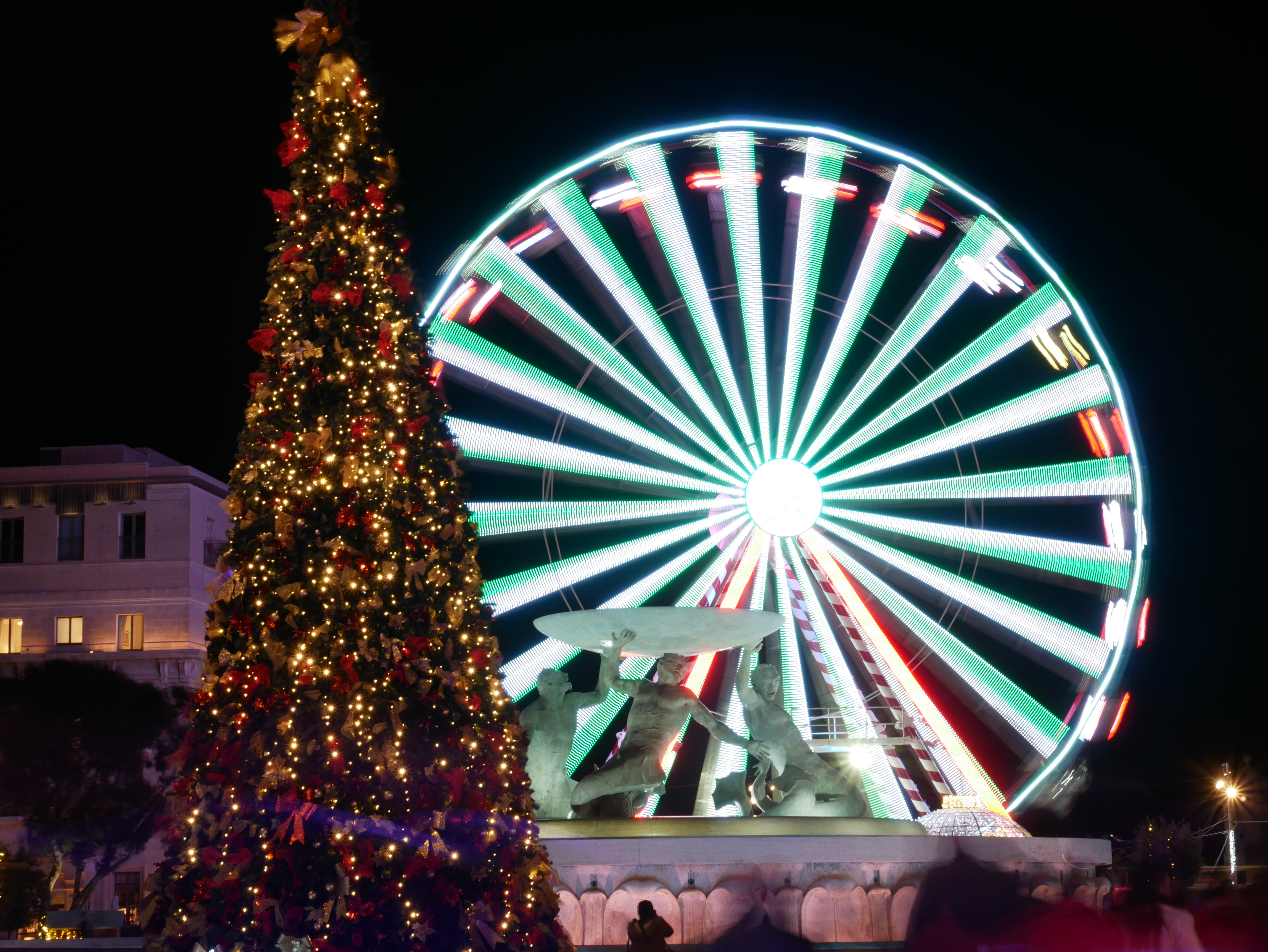
Dekoracje bożonarodzeniowe na tle fontanny

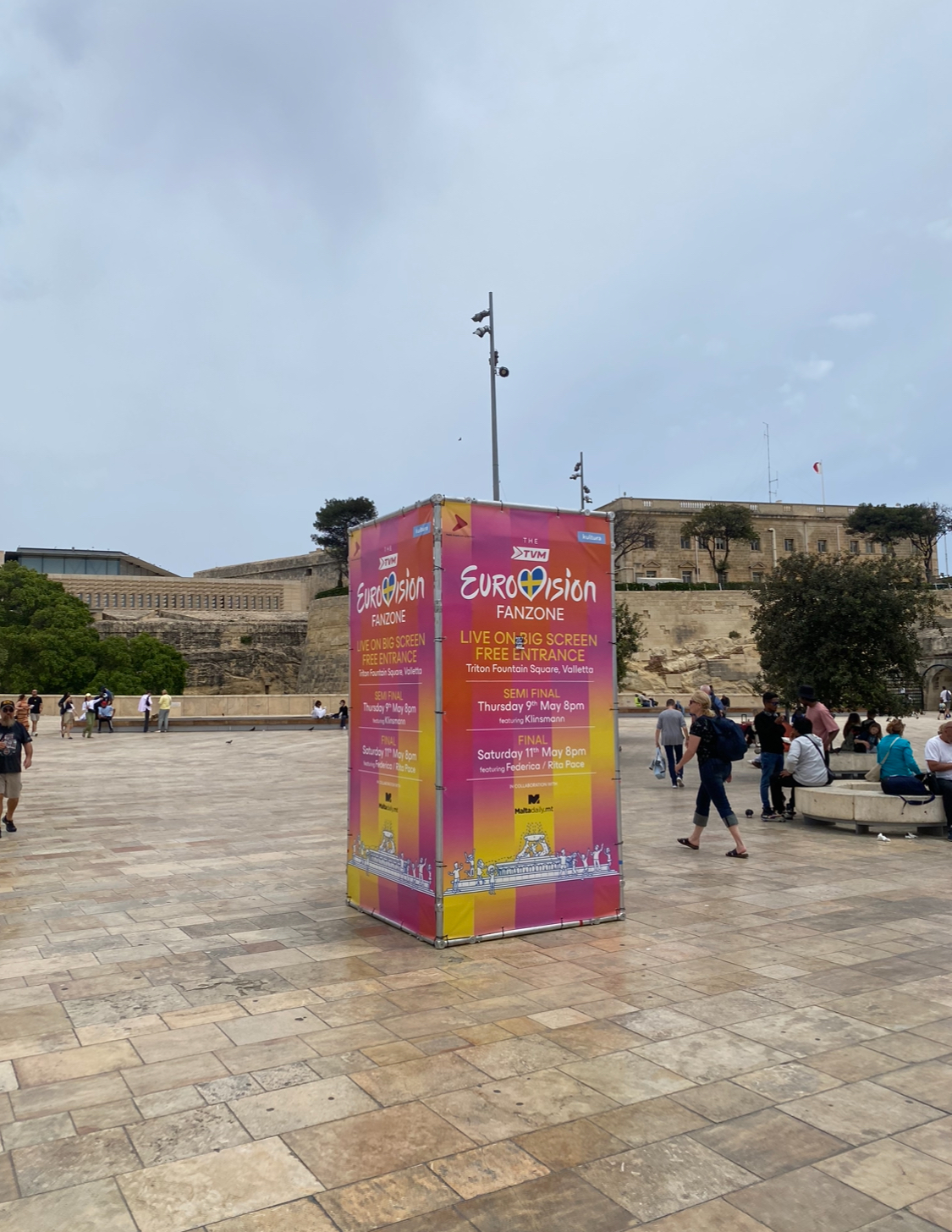
Baner informujący o strefie kibica Konkursu Piosenki Eurowizji 2024 na placu przy fontannie

Po odrestaurowaniu fontanny jej okolica stała się miejscem spotkań, wystaw, przedstawień, imprez. Fontanna znajduje się na skrzyżowaniu ważnych ulic, z których jedna prowadzi do bram Valletty, druga do Floriany, a trzecia do przystanków autobusowych w Valletcie. Skrzyżowanie ulic tworzy duży otwarty teren z miejscami do siedzenia, biurem informacji turystycznej i kioskami z napojami i przekąskami.